# Zamburak

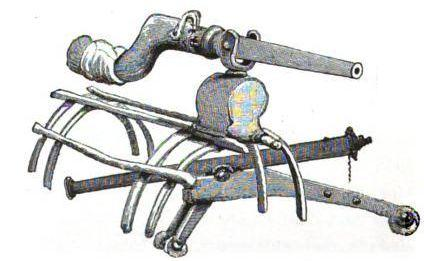
Zamburāk (Asia meridionale).

Lo Zambūrak (in persiano زمبورک‎) è un'unità militare di artiglieria montata. Letteralmente significa vespa ed era una forma specializzata di artiglieria semovente di epoca moderna, costituita da un cannone che sparava da sopra supporti girevoli montati su cammelli. Il servente dello zamburak era chiamato zambūrakči. L'arma era impiegata da potenze dotati di tecnologia militare che impiegava polvere da sparo, specialmente dagli Imperi dell'Iran safavide, timuride e afsharide, a causa della compattezza dell'Altopiano iranico che rendeva abbastanza agevole il trasporto di cannoni pesanti.
Lo zambūrak divenne un'arma letale nel XVIII secolo. I Pashtun lo impiegarono con esiti mortali nella Battaglia di Gulnabad, mettendo in rotta un esercito imperiale safavide numericamente superiore. Lo zambūrak fu anche impiegato con successo nelle campagne militari di Nader Shah, quando lo Shah espresse il suo genio militare ricorrendo a corpi di zambūrak con corpi di artiglieria regolari con cannoni convenzionali con devastanti effetti in numerose battaglie come quella di Damghan (1729), la Battaglia di Baghavard (1735) e la Battaglia di Karnal (1739).